# Caraphernelia
Caraphernelia ist ein Lied der US-amerikanischen Post-Hardcore-Band Pierce the Veil aus dem zweiten Studioalbum Selfish Machines. Die Erstveröffentlichung des Stückes fand am 7. Juli 2010 als Single-Auskopplung statt.
Das Musikvideo erschien am 28. September 2010. Aufgenommen wurde es von Robby Starbuck, welcher bereits mit Silverstein, Breathe Carolina, A Skylit Drive und Broadway zusammenarbeitete. Das Musikvideo wurde bis heute (Stand: 8. Februar 2014) über 14,000,000 mal auf Youtube aufgerufen. Als Gastsänger ist Jeremy McKinnon von A Day to Remember zu hören.
Das Lied schrieb Fuentes über seine ehemalige Freundin und beschreibt die Verwunderung über das Verlassenwerden. Der Text wurde von Vic Fuentes verfasst, die Musik wurde von Tom Denney (ehemalig bei A Day to Remember aktiv) verfasst. Caraphernelia ist auf dem Sampler der Warped Tour 2010 und dem New Sound 2011 zu finden.

## Auszeichnungen für Musikverkäufe
| Land/Region               | Auszeichnungen für Musikverkäufe (Land/Region, Auszeichnung, Verkäufe) | Verkäufe  |
| ------------------------- | ---------------------------------------------------------------------- | --------- |
| Vereinigte Staaten (RIAA) | Platin                                                                 | 1.000.000 |
| Insgesamt                 | 1× Platin ·                                                            | 1.000.000 |